# Bruno Putzulu
Bruno Putzulu (ur. 16 czerwca 1967 roku w Toutainville) – francuski aktor teatralny i filmowy.

## Życiorys

### Wczesne lata
Urodzony w Toutainville, pochodzi z Sardynii. Dorastał w Normandii. Od wczesnych lat młodości zajmował się amatorsko piłką nożną. Pod wpływem obejrzanych filmów z Bruce'em Lee podjął decyzję, by zostać aktorem. Zdobył czarny pas w Taekwondo i wyczynowo uprawiał boks tajski. Mając 18 lat zapisał się na kurs aktorski wraz ze swoim przyjacielem Philippe'em Torretonem i był studentem Boba Villette'a na uniwersytecie w Rouen. W latach 1990–93 studiował we francuskim Narodowym Konserwatorium Sztuki Dramatycznej (Conservatoire National Supérieur d'Art Dramatique) w Paryżu.

### Kariera
Związał się z paryskim teatrem Comédie-Française (1994-2003), gdzie wystąpił m.in. w spektaklach: Lorenzaccio Musseta, Cyrulik sewilski (le Barbier de Séville) i Wesele Figara (le Mariage de Figaro) Pierre'a Beaumarchais'a.
Na kinowym ekranie debiutował rolą pomocnika Giordano w melodramacie Biorą mnie daleko (Emmène-moi, 1994). Zabłysnął potem jako leniwy i bezrobotny Bruno, którego głównym zajęciem jest oglądanie amerykańskich filmów sensacyjnych na wideo, namiętnie oglądający Człowieka z blizną z Alem Pacino, podkochujący się w 18-letniej ekspedientce sklepowej i płacący jej za półnagie tańce w mieszkaniu, który z zimną krwią zabija za pomocą kija do golfa wskazanych przez nią klientów, aby ich potem obrabować z pieniędzy i biżuterii w opartym na autentycznej historii o trójce młodocianych morderców nagrodzonym Złotym Niedźwiedziem na festiwalu w Berlinie '95 dramacie kryminalnym Przynęta (L'Appât, 1995). Znalazł się w obsadzie biograficznego dramatu Jamesa Ivory Jefferson w Paryżu (Jefferson in Paris, 1995) jako liberalny arystokrata. W 1996 roku był nominowany do nagrody Cezara dla najbardziej obiecującego aktora za kreację bezrobotnego samotnika, który zabijając kierowcę taksówki trafia do więzienia, gdzie wydaje się cieszyć życiem w dramacie kryminalno-komediowym Wyznania niewiniątka (Les Aveux de l'Innocent, 1996). Kolejna rola uwodziciela Lionela w komediodramacie Miłosne tarapaty (Petits désordres amoureux, 1998) przyniosła mu Cezara. Jego rola trzydziestopięcioletniego Edgara, poważnego, opryskliwego i mającego skłonności do depresji reżysera w dramacie Jeana-Luca Godarda Pochwała miłości (Éloge de l'amour, 2001) spotkała się z najbardziej entuzjastycznym przyjęciem krytyki. W komedii romantycznej Uczciwi ludzie żyją we Francji (Les Gens honnêtes vivent en France, 2005) zagrał postać nieskomplikowanego absolwenta prawa, pracującego w miejskiej bibliotece, wykorzystywanego przez bezwzględną, pozbawioną skrupułów kobietę mocno zaangażowaną w politykę.

## Filmografia
- 1994: Biorą mnie daleko (Emmène-moi) jako pomocnik Giordano
- 1995: Jefferson w Paryżu (Jefferson in Paris) jako Figaro
- 1995: Marie-Louise ou la permission jako Nounours
- 1995: Mécaniques célestes jako Młody policjant
- 1995: Przynęta (L'appât) jako Bruno
- 1996: Nord pour mémoire, avant de le perdre
- 1996: Wielce skromny bohater (Un héros tres discret) jako Meyer
- 1996: Les aveux de l'innocent jako Serge Perrin
- 1997: La famille Sapajou (TV) jako Vlaski
- 1998: Petits désordres amoureux jako Lionel
- 1998: Une minute de silence jako Mimmo
- 1999: Le sourire du clown jako Lucas
- 1999: George Dandin (TV)
- 1999: Les passagers jako David
- 1999: Pourquoi pas moi? jako Nico
- 2000: Virilité jako Alexis
- 2000: Les gens qui s'aiment jako Laurent
- 2001: Pochwała miłości (Eloge de l'amour) jako Edgar
- 2001: De l'amour jako Pascal, inspektor policji
- 2001: Monsieur de Pourceaugnac (TV)
- 2002: Irene (Irène) jako François
- 2002: Entre nous jako Loup
- 2002: Lulu jako Samuel
- 2002: Historia Lily (Lilly's Story) jako narrator
- 2003: Ojciec i synowie (Pere et fils) jako Max
- 2003: La tranchée des espoirs (TV) jako Porucznik Saint-Jean
- 2003: La place de l'autre (TV) jako Jean
- 2003: Pan N. (Monsieur N.) jako Cipriani
- 2003: Dans le rouge du couchant jako Michel
- 2003: Les clefs de bagnole
- 2004: Wszystko dla pieniędzy (Tout pour l'oseille) jako Charlie
- 2004: Holy Lola jako Marco
- 2005: Uczciwi ludzie żyją we Francji (Les gens honnêtes vivent en France) jako Rodolphe Clampin
- 2005: Le temps meurtrier (TV) jako Yann Coézec